# 埼玉県立三郷特別支援学校
埼玉県立三郷特別支援学校（さいたまけんりつ みさととくべつしえんがっこう）は、埼玉県三郷市駒形にある公立特別支援学校。

## 概要
主に知的障害を有する児童生徒を入学対象としている。

## 沿革
- 1979年4月1日 - 埼玉県立川口養護学校三郷分校が設置される。
- 1980年4月1日 - 埼玉県立三郷養護学校が開校する。
- 2008年4月1日 - 草加分校が埼玉県立草加西高等学校内に設置される。
- 2009年4月1日 - 埼玉県立三郷特別支援学校と改称する。
- 2013年4月1日 - 埼玉県立草加かがやき特別支援学校設置にともない、草加分校を移管する。

## 学部
- 小学部
- 中学部
- 高等部

## 教育目標
心豊かに学び　主体的に生きる力を育てる

## 学校行事
11月　三陽祭（文化祭）

## 通学区域
- 三郷市
- 八潮市
- 吉川市

## 交通
- JR武蔵野線 新三郷駅下車  徒歩約25分
- 新三郷駅西口より東武バス（三08）新三郷南循環　または、グローバル交通バス三郷駅南口行き「テラ・ウエスト南」下車  徒歩3分